# 9 × 21 mm IMI
La 9x21 IMI è una cartuccia calibro 9 mm, progettata per armi da fuoco autocaricanti, simile alla 9 mm Parabellum, ma in pratica equivalente. In origine fu messa a punto dalla Jager di Loano, ma con scarso successo commerciale; per cui in seguito fu riproposta dalla IMI (Israel Military Industries). È stata utilizzata in Italia e in pochi altri paesi, per aggirare il divieto (abolito nel 2022) di camerare le armi corte per uso civile, con la 9x19 Parabellum (considerata "munizione da guerra").

## Storia
La Jager la sviluppò come calibro per il tiro sportivo; per pistole di grosse dimensioni, in alternativa al 45 acp o al 9 largo spagnolo. Tuttavia il prodotto, in questa prima fase, non fu molto apprezzato dagli utilizzatori. La Israel Military Industries (IMI) ripropose la munizione, per camerare il suo mitra UZI in versione demilitarizzata sempre per il tiro sportivo. Il binomio Fiocchi-Geco iniziò quindi a produrre la cartuccia per il mercato civile, per tutte le armi corte nate in 9mmx19 o 9 Parabellum (al tempo totalmente vietato per l'uso civile in Italia, e legalizzato totalmente solo nel 2022) che fino a quel periodo venivano convertite nel meno potente 7,65 Parabellum. La cartuccia 9x21 IMI si rivelò fin da subito ottimamente compatibile con la sorella 9x19, tanto da poter condividere gli stessi caricatori, e con prestazioni assolutamente sovrapponibili. Pertanto, la sua diffusione crebbe esponenzialmente, fino a coprire circa l'80% delle pistole detenute dai privati in Italia, sia per il settore professionale (GPG) che sportivo.

## Caratteristiche
Nel calibro 9×21 IMI il diametro della palla è 9,03 mm, il peso 124 o 115 grs. 21 è la lunghezza nominale (effettiva 21,15 mm) del bossolo. Nelle cartucce 9x21 in commercio la dose di polvere da lancio è dai 4 ai 6 grs. La lunghezza massima complessiva della cartuccia è 29,75 mm: misure pesi e dosi sono identici al 9x19. I caricatori da 9x19 e da 9x21 IMI, nonostante le marchiature diverse, sono gli stessi. Il 9x21 IMI ha caratteristiche balistiche pressoché identiche al 9x19, in quanto il volume contenente la carica di lancio del proiettile è identico. Infatti, le 2 munizioni hanno un OAL identico, quindi a parità di proiettile, il volume interno della camera rimane lo stesso. Non deve essere quindi confuso l'affondamento del proiettile nel bossolo (che determina l'OAL) con la maggiore quantità di spalla che cinge il proiettile (21-19= 2mm). per questo motivo, in un caricamento medio e una canna da 150 mm, il proiettile 9x21 da 124 grs ha una velocità alla bocca di 365 metri al secondo; contro i 360 del 9x19. 

Dimensioni 9x21

La cartuccia 9x21 a parità di caricamento risulta avere anche una traiettoria leggermente più tesa, apprezzabile dopo i 25 metri. Il 9x21, inoltre, rispetto al 9x19 avrebbe la possibilità di sopportare caricamenti maggiori di polvere senza conseguente aumento pressorio (quindi sullo stesso tipo di arma), in quanto la palla impegna la rigatura in uno stadio di combustione più avanzato, ma questa caratteristica non viene sfruttata per le munizioni commerciali. Le palle vendute sul mercato civile per la ricarica del 9x19 sono compatibili anche per il 9x21, ma in qualche caso non è vero il contrario: infatti, per via delle diverse geometrie delle camere da scoppio e soprattutto della porzione iniziale delle canne detta "free bore", alcune palle vendute per la ricarica domestica del 9x21 non sono compatibili per il 9x19.
Il 9x19, essendo più diffuso del 9x21 ed essendo anche munizione militare, viene offerto sul mercato internazionale con più varietà di caricamenti: esistono 9x19 perforanti, ultraleggeri, subsonici, a punta cava, esplosivi. Esistono anche 9x19 leggermente sovraccaricati in modo da garantire il funzionamento con gli otturatori pesanti delle pistole mitragliatrici: alcune Amministrazioni poi, per semplicità logistica, distribuiscono tali cartucce anche per le pistole di ordinanza delle forze dell'ordine, privilegiando la potenza del colpo rispetto alla durata dell'arma. 
Il 9x21 IMI attualmente è diffuso in Italia, in Messico, in Ucraina e nei paesi dove il 9x19 è vietato a civili. Negli USA è praticamente sconosciuto. All'estero il 9x21 viene anche chiamato "9mm italiano". In Italia, a seguito dell'emendamento del Senatore Fazzolari inserito nella legge n.238/2021, le armi corte in 9x19 vengono rese legali per il mercato civile a partire dal 2022, conformando il Paese agli standard mondiali.
In Russia è stata sviluppata una variante detta 9x21 "Gyurza", destinata ad alcune forze di polizia e caricata sfruttando tutta la capienza del bossolo, con lunghezza complessiva della cartuccia pari a 32,7 mm. Questa cartuccia impiega un'ogiva speciale dotata di "sabot", sviluppa velocità del 25% superiori al 9x21 IMI e, pur con gittata limitata, è in grado di perforare i giubbotti antiproiettile. Si tratta, però, di una cartuccia ancora in fase di sperimentazione e che richiede armi progettate appositamente, date le maggiori pressioni in gioco.

## Galleria d'immagini

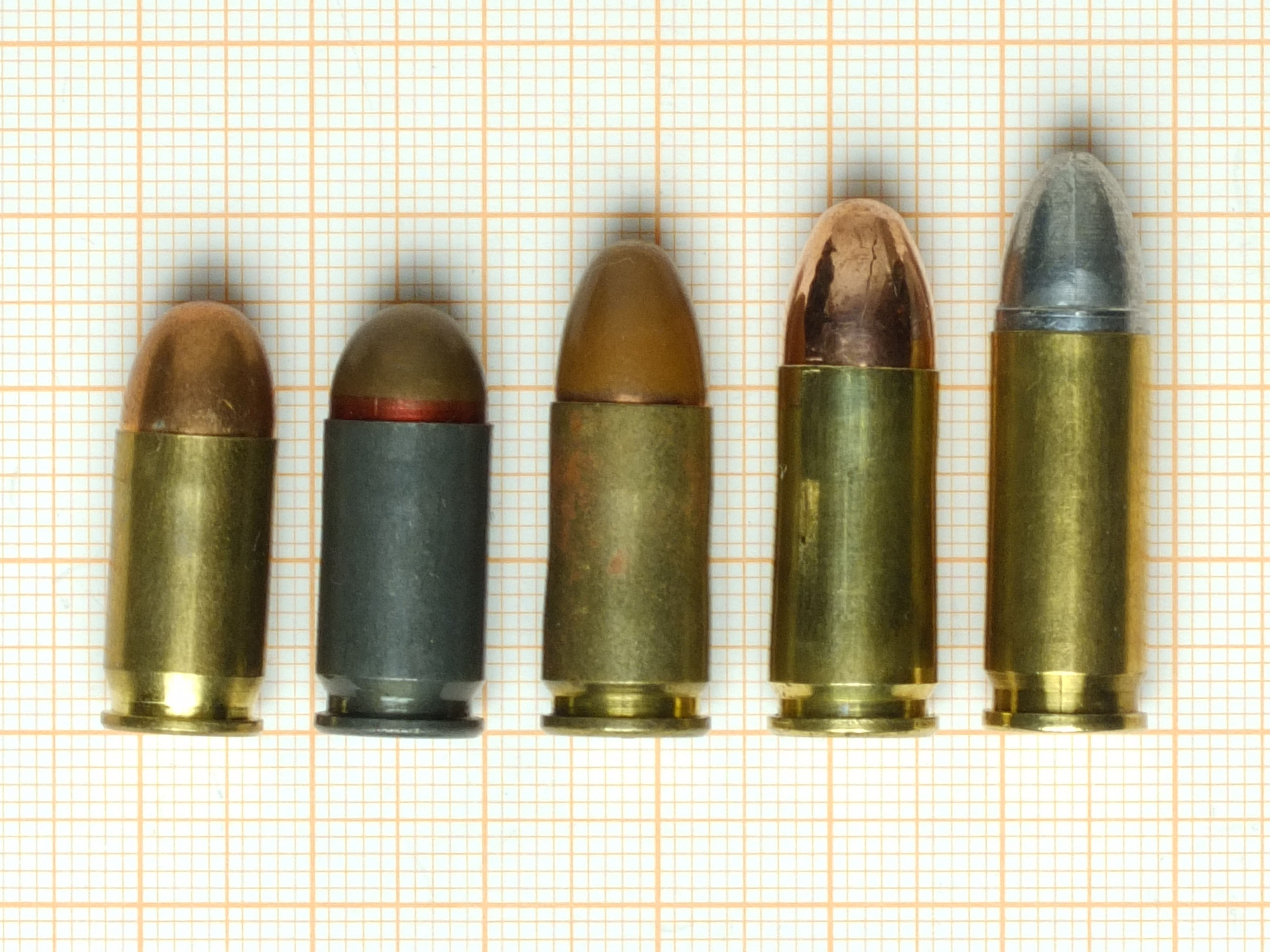
Cartucce 9x17, 9x18, 9x19, 9x21 e 9x23
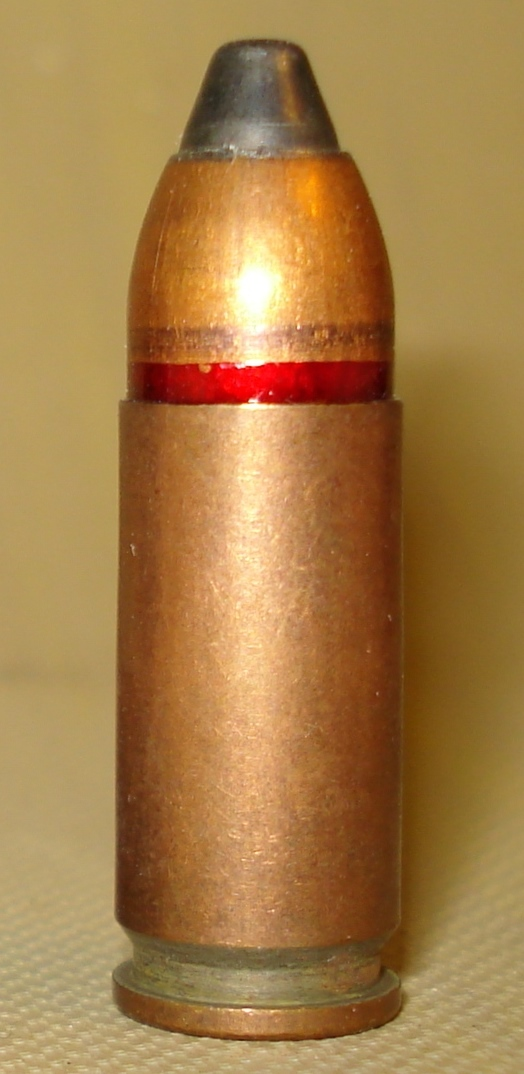
9x21 Russa